# Союз композиторов Санкт-Петербурга
Союз композиторов Санкт-Петербурга — одна из старейших творческих организаций России, созданная в 1933 году. Вторая по численности после московской композиторская организация страны, в настоящий момент[когда?] объединяющая более двухсот композиторов и музыковедов Санкт-Петербурга. 

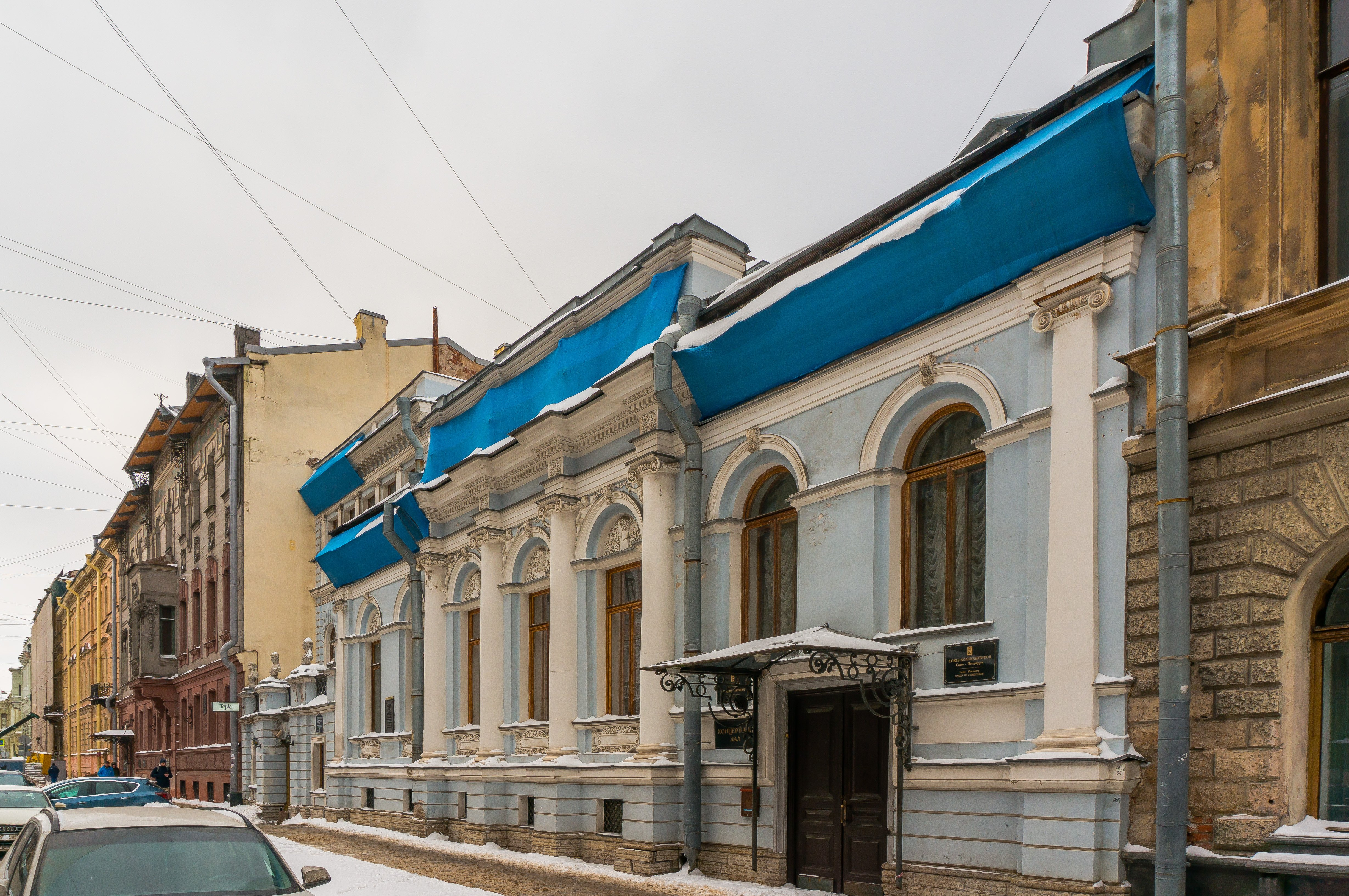
Дом композиторов Санкт-Петербурга

## История
23 апреля 1932 года Постановлением ЦК ВКП(б) и Совнаркома, наряду с другими творческими союзами, был учрежден Союз композиторов СССР, первоочередными задачами которого были «создание идейных и высокохудожественных музыкальных произведений, отражающих жизнь и идеалы советского народа, утверждение в советском музыкальном творчестве принципов социалистического реализма». Также в Постановлении говорилось об улучшении условий жизни и труда членов СК СССР и помощи в охране их авторских прав.
Союз композиторов Ленинграда, как части Союза композиторов СССР, стал функционировать в 1933 году и изначально располагался по адресу ул. Зодчего Росси, д. 4. С 1948 года СК Санкт-Петербурга (Ленинграда) находится в особняке княгини Веры Гагариной, расположенном на Большой Морской, 45, и носящем название «Дом композиторов Санкт-Петербурга». В послевоенном Ленинграде по просьбе правления СК композитор Борис Клюзнер, архитектор по образованию, начал искать новое здание для расположения организации. Выбор пал на особняк княгини Гагариной, находящийся по адресу Большая Морская ул. д. 45. С 1948 г. это здание находилось «в доверительном управлении» Союза композиторов Ленинграда (Санкт-Петербурга).
Помимо внутрисекционной жизни Союза, то есть, прослушивания и обсуждения новых произведений членов организации, в концертном зале и в гостиных Дома композиторов проходили регулярные концерты современной музыки, мировые премьеры таких произведений как 11-я симфония Дмитрия Шостаковича (на рояле в 4 руки), Реквием Бориса Тищенко на стихи Анны Ахматовой (в авторском исполнении), опера Сергея Слонимского «Мастер и Маргарита», премьеры песен Василия Соловьева-Седова, Андрея Петрова, Вениамина Баснера, Георгия Портнова и других. Популярность в широких кругах слушателей завоевали ежегодные фестивали, проводимые Союзом композиторов Санкт-Петербурга — «Ленинградская (Петербургская) музыкальная весна», «Звуковые пути», «Земля детей», «Сергей Осколков и друзья», «Новая музыка offline». Также СК активно сотрудничает с оркестром musicAeterna и вместе с дирижером Теодором Курентзисом устраивает исполнения произведений членов организации в Санкт-Петербургском Доме Радио.

### Дом композиторов Санкт-Петербурга

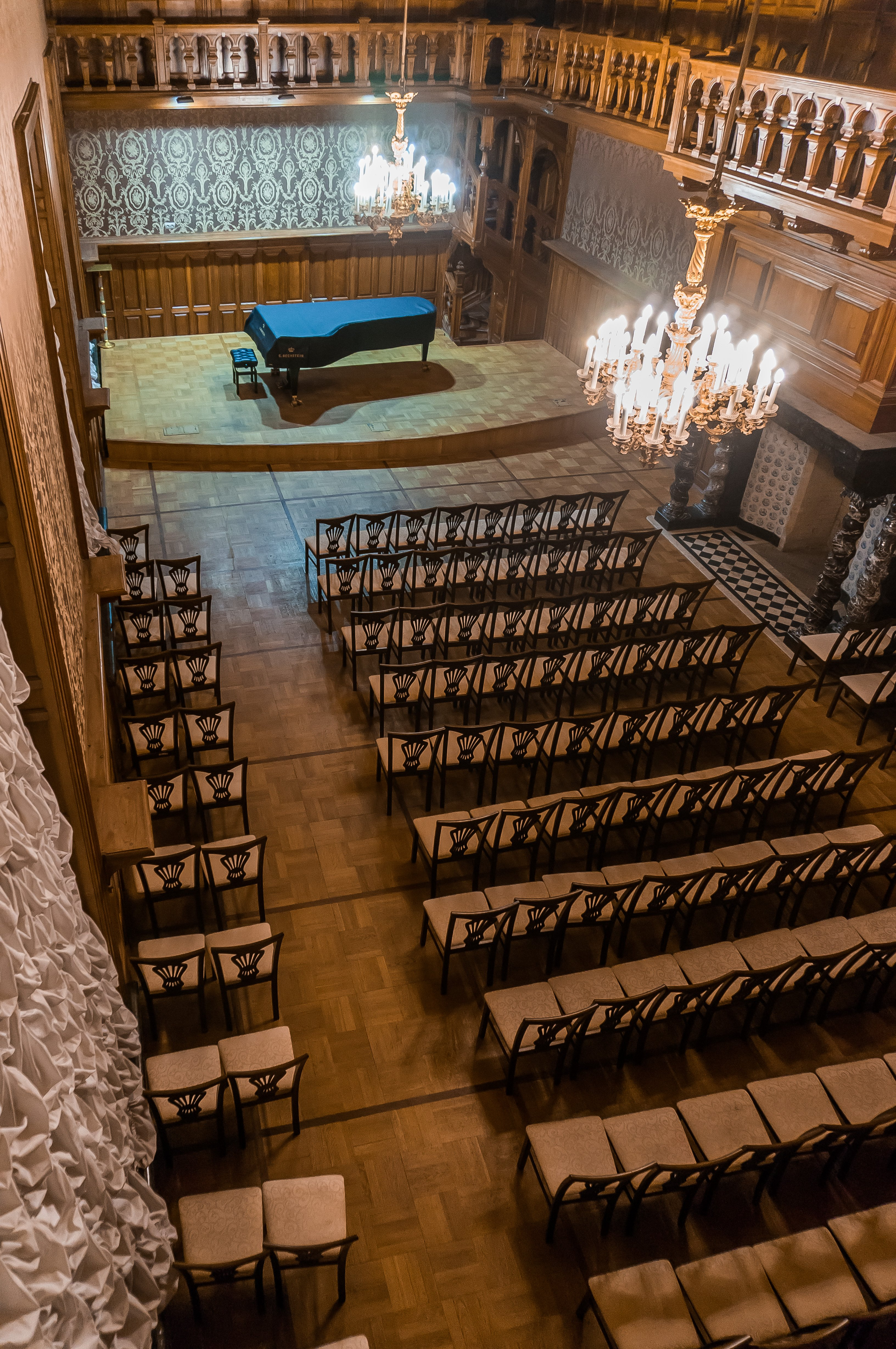
Концертный зал Дома композиторов Санкт-Петербурга

История особняка восходит к началу 1740-х гг. В 1834 г. архитектор Огюст Монферран купил этот дом, а в 1836-м продал и перестроил его для нового владельца — Павла Демидова. С 1873 г. здание принадлежало княгине Вере Гагариной и подверглось вновь переделкам по проектам архитекторов Ивана Штрома и Максимилиана Мессмахера. В 1918 г. дом конфискован в пользу Комиссариата народного хозяйства и с 1920 г. принадлежал различным учреждениям: в 20-е — 30-е гг. — правление Ленинградского автоклуба, школа бальных танцев, в 1941—1945 гг. — Морской регистр СССР.

## Руководители
Союзом композиторов Санкт-Петербурга (Ленинграда) руководили выдающиеся мастера, широко известные в России и за ее пределами. В 1930-40-е гг. — Владимир Щербачев, Исаак Дунаевский, Михаил Чулаки, Дмитрий Шостакович. С 1948 по 1964 гг. — Василий Соловьев-Седой, с 1964 по 2006 гг. — Андрей Петров, с 2006 по 2022 гг. — Григорий Корчмар. C 2022 года Союз композиторов Санкт-Петербурга возглавляет композитор Антон Танонов. 

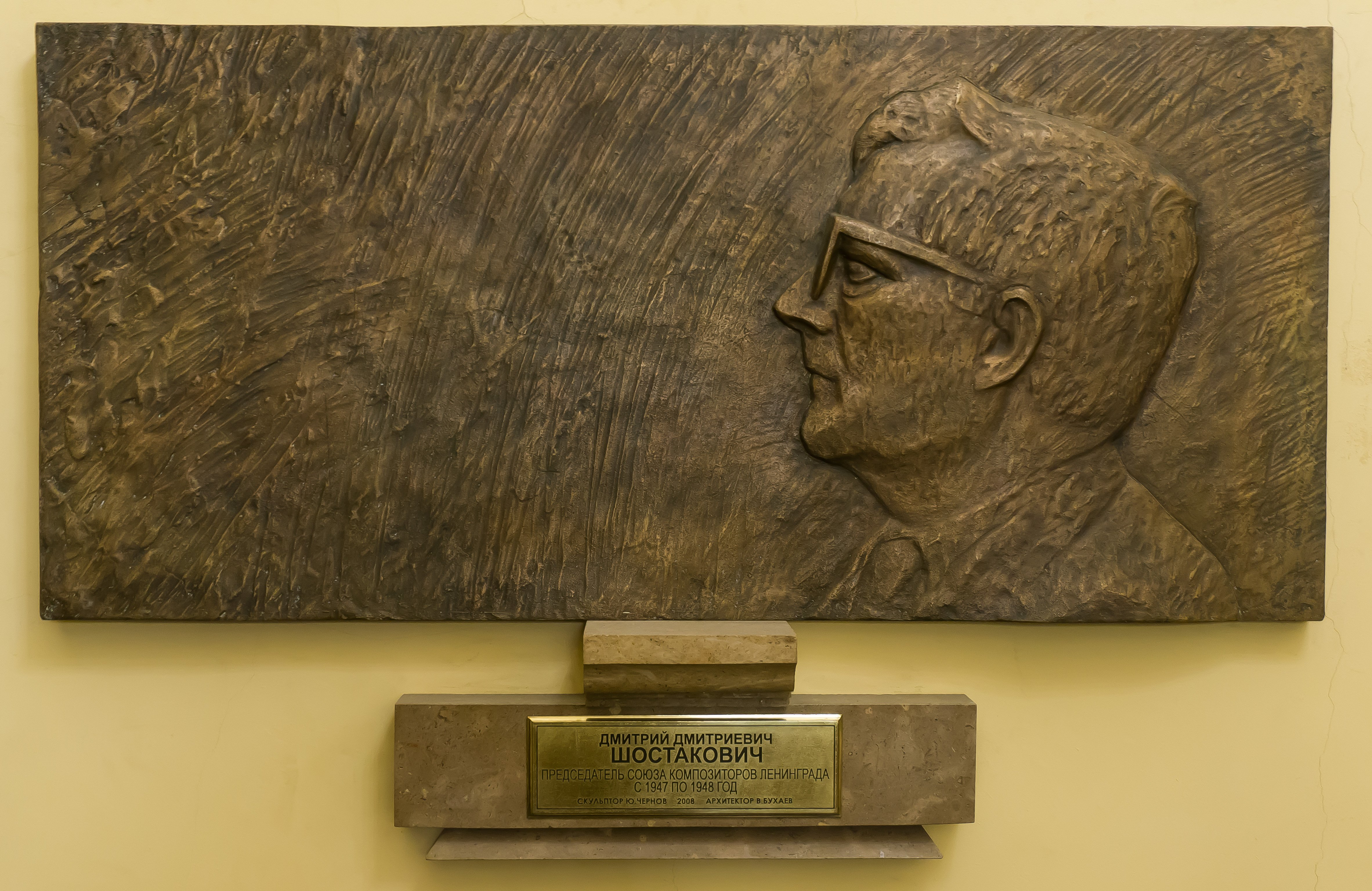
Мемориальная доска, посвященная периоду правления Д. Д. Шостаковича